# Galicia Industrial y Comercial
Galicia Industrial y Comercial fue una revista editada en La Coruña entre 1926 y 1936.

## Historia y características
Subtitulada Revista mensual ilustrada, apareció en abril de 1926. Fundada por Ernesto de Cádiz Vargas, constaba de 36 páginas y publicaba 1.000 ejemplares. Fueron sus directores Ramón del Cueto Noval, Leopoldo Hernández Robredo y Joaquín Martín Martínez. Comprometida con la modernización de Galicia y centrada en el campo económico, abarcó temas de industria, navegación, comercio, agricultura, finanzas, actualidades, artes y ciencias. De las ilustraciones fueron autores Torrado, Sobrino, Castelao, Cebreiro y Camilo Díaz. A partir de 1931 incluyó trabajos literarios de Otero Pedrayo, Manuel Abelenda, Carlos Martínez-Barbeito y Roberto Blanco Torres. Desapareció en junio de 1936. 
Su último director, Joaquín Martín, fue fusilado.